# Шуйно
Шуйно — деревня в Хвойнинском муниципальном округе Новгородской области.

## География
Находится в северо-восточной части Новгородской области на расстоянии приблизительно 9 км на восток-юго-восток по прямой от районного центра Хвойная.

## История
Была отмечена ещё на карте 1840 года. В 1910 году здесь (деревня Боровичского уезда Новгородской губернии) было учтено 18 дворов. До 2020 года входила в Дворищинское сельское поселение до его упразднения.

## Население
Численность населения: 117 человек (1910 год), 26 (русские 100 %) в 2002 году, 18 в 2010.